# Diplodactylus damaeum
Diplodactylus damaeum är en ödleart som beskrevs av  Lucas och FROST 1896. Diplodactylus damaeum ingår i släktet Diplodactylus och familjen geckoödlor. Inga underarter finns listade i Catalogue of Life.